# Оскар за најбољу глумицу у споредној улози
Оскар за најбољу глумицу у споредној улози (енгл. Academy Award for Best Supporting Actress) додељује се редовно од 1936. године. У првим годинама победници су добијали свечану плакету, а након 1943. године, победници добијају позлаћену статуу, као и сви остали добитници Оскара.

### 1930е
- 1936. Гејл Сондергард — Нечасни Ентони у улози Фејт Палеологус
  - Бјула Бонди — Згодна бестидница у улози Рејчел Џексон
  - Алис Брејди — Мој човек Годфри у улози Анџелике Булок
  - Бонита Гранвил — Њих троје у улози Мери Тилфорд
  - Марија Успенска — Додсворт у улози баронесе Фон Оберсдорф
- 1937. Алис Брејди — У старом Чикагу у улози госпође Моли 'О’Лири
  - Андреа Лидс — Сценска врата у улози Кеј Хамилтон
  - Ен Ширли — Стела Далас у улози Лорел Лоли Далас
  - Клер Тревор — Ћорсокак у улози Френси
  - Меј Вити — Ноћ мора пасти у улози госпође Брамсон
- 1938. Феј Бејнтер — Џезебел у улози тетке Бел Меси
  - Бјула Бонди — О људским срцима у улози Мери Вилкинс
  - Били Берк — Живимо весело у улози госпође Емили Килберн
  - Спринг Бајингтон — У гроб ништа не носиш у улози Пени Сикамор
  - Милица Корјус — Велики валцер у улози Карле Донер
- 1939. Хати Макданијел — Прохујало са вихором у улози Мами
  - Оливија де Хавиленд — Прохујало с вихором у улози Мелани Вилкис
  - Џералдина Фицџералд — Оркански висови у улози Изабеле Линтон
  - Една Меј Оливер — Бубњеви дуж Мохока у улози госпође Макленар
  - Марија Успенска — Љубавна афера у улози баке Жану

### 1940е
- 1940. Џејн Дарвел — Плодови гнева у улози маме Џоуд
  - Џудит Андерсон — Ребека у улози госпођице Данверс
  - Рут Хаси — Филаделфијска прича у улози Елизабет Имбри
  - Барбара О’Нил — Све ово, и рај такође у улози војвоткиње де Праслин
  - Марџори Рамбо — Стаза јагорчевине у улози Меми Адамс
- 1941. Мери Астор — Велика лаж у улози Сандре Ковак
  - Сара Олгуд — Како је била зелена моја долина у улози Бет Морган
  - Патриша Колинџ — Мале лисице у улози Берди Хабард
  - Тереза Рајт — Мале лисице у улози Александре Гиденс
  - Маргарет Вичерли — Наредник Јорк у улози мајке Јорк
- 1942. Тереза Рајт — Госпођа Минивер у улози Карол Белдон Минивер
  - Гледис Купер — На раскршћу у улози госпођице Хенри Виндл Вејл
  - Агнес Мурхед — Величанствени Амберсонови у улози Фани Минафер
  - Сузан Питерс — Случајна жетва у улози Кити Чилсет
  - Меј Вити — Госпођа Минивер у улози леди Белдон
- Од 1943. надаље, победници добијају позлаћену статуету, као и сви остали.
- 1943. Катина Паксину — За ким звоно звони у улози Пилар
  - Гледис Купер — Бернадетина песма у улози сестре Марије Терезе Воцус
  - Полет Годард — Поздрављамо поносно! у улози пуковнице Џоан О’Дул
  - Ен Ревер — Бернадетина песма у улози Луиз Субирус
  - Лусил Вотсон — Стража на Рајни у улози Фани Фарели
- 1944. Етел Баримор — Ништа осим усамљеног срца у улози маме Мот
  - Џенифер Џоунс — Откад си отишао у улози Џејн Деборе Хилтон
  - Анџела Ленсбери — Плинска светлост у улози Ненси Оливер
  - Алин Макман — Змајево семе у улози супруге Линг Тана
  - Агнес Мурхед — Госпођа Паркингтон у улози Аспејже Конти
- 1945. Ен Ревер — Пожар младости у улози госпођице Ереминти Браун
  - Ив Арден — Милдред Пирс у улози Ајде Корвин
  - Ен Блајт — Милдред Пирс у улози Виде Пирс Форестер
  - Анџела Ленсбери — Слика Доријана Греја у улози Сибил Вејн
  - Џоун Лоринг — Кукуруз је зелен у улози Беси Воти
- 1946. Ен Бакстер — Оштра ивица у улози Сопи Нелсон Макдоналд
  - Етел Баримор — Спиралне степенице у улози госпође Ворен
  - Лилијан Гиш — Двобој на сунцу у улози Лоре Бел Маканлес
  - Флора Робсон — Пртљажник из Саратоге у улози Анђелике Битон
  - Гејл Сондергард — Ана и краљ Сијама у улози леди Танг
- 1947. Селест Хоум — Џентлменски споразум у улози Ен Детри
  - Етел Баримор — Случај Парадин у улози леди Софи Хорфилд
  - Глорија Грејам — Унакрсна ватра у улози Џини Тремејн
  - Марџори Мејн — Јаје и ја у улози маме Кетл
  - Ен Ревер — Џентлменски споразум у улози госпођа Ревер
- 1948. Клер Тревор — Острво Ларго у улози Геј Дон
  - Барбара Бел Гедиз — Сећам се маме у улози Кетрин Хансон
  - Елен Корби — Сећам се маме у улози тетке Трине
  - Агнес Мурхед — Џони Белинда у улози Енџи Макдоналд
  - Џин Симонс — Хамлет у улози Офелије
- 1949. Мерседес Макембриџ — Сви краљеви људи у улози Сејди Берк
  - Етел Баримор — Пинки у улози госпођице Ем
  - Селест Хоум — Придружи се крду у улози сестре Сколастика
  - Елса Ланчестер — Придружи се крду у улози Амели Потс
  - Етел Вотерс — Пинки у улози Пинкијеве баке

### 1950е
- 1950. Џозефина Хал —  Харви у улози Вете Луиз Симонс
  - Хоуп Емерсон — У кавезу у улози Евелин Харпер
  - Селест Холм — Све о Еви у улози Карен Ричардс
  - Ненси Олсон — Булевар сумрака у улози Бети Шефер
  - Телма Ритер — Све о Еви у улози Берди Кунан
- 1951. Ким Хантер — Трамвај звани жеља у улози Стеле Ковалски
  - Џоан Блондел — Плави вео у улози Ени Ролинс
  - Милдред Данок — Смрт трговачког путника у улози Линде Лоумен
  - Ли Грант — Детективска прича у улози крадљивице
  - Телма Ритер — Сезона парења у улози Елен Мекналти
- 1952. Глорија Грејам — Град илузија у улози Розмари Бартлоу
  - Џин Хејген — Певајмо на киши у улози Лајне Ламонт
  - Колет Марчанд — Мулен Руж у улози Мари Шарле
  - Тери Мур — Врати се, мала Шибо у улози Мери Бакхолдер
  - Телма Ритер — Са песмом у срцу у улози Кленси
- 1953. Дона Рид — Одавде до вечности у улози Алме Берк
  - Грејс Кели — Могамбо у улози Линде Нордли
  - Џералдин Пејџ — Хондо у улози Енџи Лоу
  - Марџори Рамбо — Песма бакље у улози госпође Стјуарт
  - Телма Ритер — Камионет у Јужној улици у улози Мо Вилијамс
- 1954. Ева Мари Сејнт — На доковима Њујорка у улози Иди Дојл
  - Нина Фох — Извршни апартман у улози Ерике Мартин
  - Кејти Хурадо — Сломљено копље у улози сењоре Деверо
  - Џан Стерлинг — Високи и моћни у улози Сали Меки
  - Клер Тревор — Високи и моћни у улози Меј Холст
- 1955. Џо Ван Флит — Источно од раја у улози Кејт
  - Бетси Блер — Марти у улози Кларе Снајдер
  - Пеги Ли — Блуз Пита Келија у улози Роуз Хопкинс
  - Мариса Пејван — Тетовирана ружа у улози Росе Деле Росе
  - Натали Вуд — Бунтовник без разлога у улози Џуди
- 1956. Дороти Малон — Записано на ветру у улози Мерили Хедли
  - Милдред Данок — Лутка у улози тетке Роуз Комфорт
  - Ејлин Хекарт — Лоше семе у улози Хортенз Дејгл
  - Мерседес Макембриџ — Див у улози Лус Бенедикт
  - Пети Макормак — Лоше семе у улози Роде Пенмарк
- 1957. Мијоши Умеки — Сајонара у улози Кацуми Кели
  - Каролин Џоунс — Ноћ нежење у улози егзистенцијалисте
  - Елса Ланчестер — Сведок оптужбе у улози госпођице Плимсол
  - Хоуп Ланг — Градић Пејтон у улози Селене Крос
  - Дајана Варси — Градић Пејтон у улози Алисон Макензи
- 1958. Венди Хилер — Одвојени столови у улози Пет Купер
  - Пеги Кес — Тетка Мејм у улози Агнес Гуч
  - Марта Хајер — Неки су дотрчали у улози Гвен Френч
  - Морин Стејплтон — Усамљена срца у улози Феј Дојл
  - Кара Вилијамс — Бег у ланцима у улози Билијеве мајке
- 1959. Шели Винтерс — Дневник Ане Франк у улози Петронеле Ван Дан
  - Хермајони Бадели — Пут у високо друштво у улози Елспет
  - Сузан Конер — Имитација живота у улози Саре Џејн Џонсон
  - Хуанита Мур — Имитација живота у улози Ени Џонсон
  - Телма Ритер — Шапутање на јастуку у улози Алме

### 1960е
- 1960. Ширли Џоунс — Елмер Гантри у улози Луле Бејнс
  - Глинис Џоунс — Луталице у улози госпође Фирт
  - Ширли Најт — Мрак на врху степеница у улози Рини Флод
  - Џенет Ли — Психо у улози Марион Крејн
  - Мери Јур — Синови и љубавници у улози Кларе Девес
- 1961. Рита Морено — Прича са западне стране у улози Аните
  - Феј Бејнтер — Дечји сат у улози госпође Амелије Тилфорд
  - Џуди Гарланд — Нирнбершки процес у улози Ирин Хофман Валнер
  - Лоте Ленија — Пролеће у Риму госпођице Стоун у улози Контесе
  - Уна Меркел — Лето и дим у улози госпођице Винмилер
- 1962. Пети Дјук — Чудотворац у улози Хелен Келер
  - Мери Бадам — Убити птицу ругалицу у улози Џин Луиз Финч
  - Ширли Најт — Слатка птица младости у улози Хевенли Финли
  - Анџела Лансбери — Манџуријански кандидат у улози госпођа Џон Ајзлин
  - Телма Ритер — Птичар из Алкатраза у улози Елизабет Страуд
- 1963. Маргарет Радерфорд — Врло важне особе у улози грофице од Брајтона
  - Дајана Чиленто — Том Џонс у улози Моли Сигрим
  - Идит Еванс — Том Џонс у улози госпођице Вестерн
  - Џојс Редман — Том Џонс у улози "Mrs. Waters"
  - Лилија Скала — Љиљани са поља у улози "Mother Superior Maria"
- 1964. Лила Кедрова — Грк Зорба у улози мадам Хортенз
  - Гледис Купер — Моја лепа госпођице у улози госпође Хигинс
  - Идит Еванс — Башта креде у улози госпође Сент Могам
  - Грејсон Хол — Ноћ игуане у улози Џудит Феловес
  - Агнес Мурхед — Тихо, тихо, Шарлота у улози Велме Крачер
- 1965. Шели Винтерс — Парче плаве у улози Роуз-Ен Д'Арси
  - Рут Гордон — Унутрашњи свет Дејзи Кловер у улози госпође Кловер
  - Џојс Редман — Отело у улози Емилије
  - Меги Смит — Отело у улози Дездемоне
  - Пеги Вуд — Моје песме, моји снови у улози мајке Абес
- 1966. Сенди Денис — Ко се боји Вирџиније Вулф? у улози Хани
  - Венди Хилер — Човек за сва времена у улози Алис Мор
  - Џослин Лагард — Хаваји у улози краљице Маламе
  - Вивијен Мерчант — Алфи у улози Лили
  - Џералдина Пејџ — Сада си велики момак у улози Марџори Чентиклир
- 1967. Естел Парсонс — Бони и Клајд у улози Бланш Бероу
  - Карол Ченинг — Потпуно модерна Мили у улози Маци
  - Милдред Натвик — Босонога у парку у улози Етел Бенкс
  - Би Ричардс — Погоди ко долази на вечеру у улози госпође Прентис
  - Кетрин Рос — Дипломац у улози Илејн Робинсон
- 1968. Рут Гордон — Розмарина беба у улози Мини Кастевет
  - Лин Карлин — Лица у улози Марије Фрост
  - Сондра Лок — Срце је усамљени ловац у улози Мик Кели
  - Кеј Медфорд — Смешна девојка у улози Роуз Брајс
  - Естел Парсонс — Рејчел, Рејчел у улози Кејле Меки
- 1969. Голди Хон — Кактусов цвет у улози Тони Симонс
  - Кетрин Бернс — Последње лето у улози Роде
  - Дајан Канон — Боб и Керол и Тед и Елис у улози Алис Хендерсон
  - Силвија Мајлс — Поноћни каубој у улози Кес
  - Сузан Јорк — Коње убијају, зар не? у улози Алис

### 1970е
- 1970. Хелен Хејз — Аеродром у улози Ејде Квонсет
  - Карен Блек — Пет лаких комада у улози Рајет Дипесто
  - Ли Грант — Господар земље у улози Џојс Ендерс
  - Сали Келерман — M*A*S*H у улози мајора Маргарет Хулихен
  - Морин Стејплтон — Аеродром у улози Инес Гереро
- 1971. Клорис Личман — Последња биоскопска представа у улози Рут Попер
  - Елен Берстин — Последња биоскопска представа у улози Луиз Фероу
  - Барбара Харис — Ко је Хари Келрман и зашто говори грозне ствари о мени? у улози Алисон Денсмур
  - Маргарет Лејтон — Посредник у улози госпођице Модсли
  - Ен-Маргрет — Сексуално сазнање у улози Боби
- 1972. Ајлин Хекарт — Лептири су слободни у улози госпођице Бејкер
  - Џини Берлин — Разбијачи срца у улози Лајле Колодни
  - Џералдина Пејџ — Пит и Тили у улози Гертруде
  - Сузан Тајрел — Масни град у улози Оме
  - Шели Винтерс — Пустоловине Посејдона у улози Беле Роузен
- 1973. Тејтум О’Нил — Месец од папира у улози Еди Логинс
  - Линда Блер — Истеривач ђавола у улози Реган Мекнил
  - Кенди Кларк — Амерички графити у улози Деби Данхем
  - Мадлен Кан — Месец од папира у улози Трикси Делајт
  - Силвија Сидни — Летње жеље, зимски снови у улози госпођице Причет
- 1974. Ингрид Бергман — Убиство у Оријент експресу у улози Грете Олсон
  - Валентина Кортезе — Америчка ноћ у улози Северин
  - Мадлен Кан — Врућа седла у улози Лили Фон Штруп
  - Дајана Лад — Алис више не станује овде у улози Фло
  - Талија Шајер — Кум 2 у улози Кони Корлеоне
- 1975. Ли Грант — Шампон у улози Фелише
  - Рони Блејкли — Нешвил у улози Барбаре Џин
  - Силвија Мајлс — Збогом, драга моја у улози Џеси Хелстед Флоријан
  - Лили Томлин — Нешвил у улози Линеје Риз
  - Бренда Вакаро — Једном није довољно у улози Линде Ригс
- 1976. Бијатрис Страјт — ТВ-мрежа у улози Луиз Шумахер
  - Џејн Александер — Сви председникови људи у улози Џуди Хобек
  - Џоди Фостер — Таксиста у улози Ајрис
  - Ли Грант — Путовање проклетих у улози Лилијен Роузен
  - Пајпер Лори — Кери у улози Маргарет Вајт
- 1977. Ванеса Редгрејв — Џулија у улози Џулије
  - Лесли Браун — Прекретница у улози Емилије Роџерс
  - Квин Камингс — Девојка за збогом у улози Луси Мекфејден
  - Мелинда Дилон — Блиски сусрети треће врсте у улози Џилијан Гилер
  - Тјуздеј Велд — Тражећи господина Гудбара у улози Кетрин
- 1978. Меги Смит — Калифорнијски апартман у улози Дајане Бери
  - Дајан Канон — Небо може да сачека у улози Џулије Фарнсворт
  - Пенелопи Милфорд — Повратак ратника у улози Ви Мансон
  - Морин Стејплтон — Ентеријери у улози Перл
  - Мерил Стрип — Ловац на јелене у улози Линде
- 1979. Мерил Стрип — Крамер против Крамера у улози Џоане Крамер
  - Џејн Александер — Крамер против Крамера у улози Маргарет Фелпс
  - Барбара Бари — Четири мангупа у улози Евелин Столер
  - Кендис Берген — Нови почетак у улози Џесике Потер
  - Маријел Хемингвеј — Менхетн у улози Трејси

### 1980е
- 1980. Мери Стинберџен — Мелвин и Хауард у улози Линде Данмар
  - Ајлин Бренан — Редов Бенџамин у улози капетана Дорин Луис
  - Ива Ла Галијен — Васкрсење у улози баке Перл
  - Кети Моријарти — Разјарени бик у улози Вики Ламота
  - Дајана Скарвид — Унутрашњи покрети у улози Луиз
- 1981. Морин Стејплтон — Црвени у улози Еме Голдман
  - Мелинда Дилон — Одсуство злобе у улози Терезе Перон
  - Џејн Фонда — На Златном језеру у улози Челси Тајер Вејн
  - Џоан Хакет — Само кад се смејем у улози Тоби
  - Елизабет Макгаверн — Регтајм у улози Евелин Незбит
- 1982. Џесика Ланг — Тутси у улози Џули Николс
  - Глен Клоуз — Свет по Гарпу у улози Џени Филдс
  - Тери Гар — Тутси у улози Санди Лестер
  - Ким Стенли — Френсис у улози Лилиен Фармер
  - Лесли Ен Ворен — Виктор/Викторија у улози Норме Кесиди
- 1983. Линда Хант — Година опасног живљења у улози Били Квон
  - Шер — Силквуд у улози Доли Пеликер
  - Глен Клоуз — Велика језа у улози Саре Купер
  - Ејми Ирвинг — Јентл у улози Хедес
  - Алфри Вудард — Крос Крик у улози Гичи
- 1984. Пеги Ешкрофт — Пут у Индију у улози госпође Мур
  - Глен Клоуз — Природни у улози Ајрис Гејнс
  - Линдзи Краус — Места у срцу у улози Маргарет Ломакс
  - Кристина Лати — Смена свинга у улози Хејзел
  - Џералдина Пејџ — Папа Гринвич Вилиџа у улози госпође Ритер
- 1985 Анџелика Хјустон — Част Прицијевих у улози Мејроуз Прици
  - Маргарет Ејвери — Боја пурпура у улози Шаг Ајвери
  - Ејми Мадиган — Двапут у животу у улози Сани
  - Мег Тили — Божја Агнес у улози сестре Агнес
  - Опра Винфри — Боја пурпура у улози Софије
- 1986. Дајана Вист — Хана и њене сестре у улози Холи
  - Тес Харпер — Злочини срца у улози Чик Бојл
  - Пајпер Лори — Деца мањег бога у улози госпође Норман
  - Мери Елизабет Мастрантонио — Боја новца у улози Кармен
  - Меги Смит — Соба са погледом у улози Шарлот Бартлет
- 1987. Олимпија Дукакис — Опчињена месецом у улози Роуз Касторини
  - Норма Алеандро — Габи: истинита прича у улози Флоренсије
  - Ен Арчер — Фатална привлачност у улози Бет Галагер
  - Ен Ремзи — Избаци маму из воза у улози госпође Лифт
  - Ен Садерн — Августовски китови у улози Тише Даути
- 1988. Џина Дејвис — Случајни туриста у улози Мјуриел Причет
  - Џоан Кјузак — Запослена девојка у улози Син
  - Франсес Макдорманд — Мисисипи у пламену у улози госпође Пел
  - Мишел Фајфер — Опасне везе у улози мадам де Турвел
  - Сигорни Вивер — Запослена девојка у улози Катарине Паркер
- 1989. Бренда Фрикер — Моје лево стопало у улози госпође Браун
  - Анџелика Хјустон — Непријатељи, љубавна прича у улози Тамаре Бродер
  - Лена Олин — Непријатељи, љубавна прича у улози Маше
  - Џулија Робертс — Челичне магнолије у улози Шелби Итентон Летчери
  - Дајана Вист — Родитељство у улози Хелен Бакмен Лампкин Боуман

### 1990—1999.
| Година | Добитница Филм                     | Номиноване | Слика         |
| ------ | ---------------------------------- | --- | ------------- |
| 1990   | Вупи Голдберг – Дух                | Анет Бенинг – Штребери Лорејн Брако – Добри момци Дајана Лад – Дивљи у срцу Мери Макдонел – Плес са вуковима                  | Вупи Голдберг |
| 1991   | Мерседес Рул – Краљ рибара         | Дајана Лад – Лутајућа ружа Џулијет Луис – Рт страха Кејт Нелиган – Принц плима Џесика Танди – Пржени зелени парадајз          | Мерседес Рул  |
| 1992   | Мариса Томеј – Мој рођак Вини      | Џуди Дејвис – Мужеви и жене Џоун Плаурајт – Зачарани април Ванеса Редгрејв – Хауардов крај Миранда Ричардсон – Штета          | Мариса Томеј  |
| 1993   | Ана Паквин – Клавир                | Холи Хантер – Фирма Роузи Перез – Без страха Винона Рајдер – Доба невиности Ема Томпсон – У име оца                           | Ана Паквин    |
| 1994   | Дајана Вист – Меци изнад Бродвеја  | Розмери Харис – Том и Вив Хелен Мирен – Лудило краља Џорџа Ума Турман – Петпарачке приче Џенифер Тили – Меци изнад Бродвеја   | Дајана Вист   |
| 1995   | Мира Сорвино – Моћна Афродита      | Џоан Ален – Никсон Кетлин Квинлан – Аполо 13 Мер Винингам – Џорџија Кејт Винслет – Разум и осећајност                         | Мира Сорвино  |
| 1996   | Жилијет Бинош – Енглески пацијент  | Џоан Ален – Тешко искушење Лорен Бакол – Огледало има два лица Барбара Херши – Портрет даме Маријан-Жан Батист – Тајне и лажи | Жилијет Бинош |
| 1997   | Ким Бејсингер – Поверљиво из Л. А. | Џоун Кјузак – Унутра и напољу Мини Драјвер – Добри Вил Хантинг Џулијана Мур – Ноћи бугија Глорија Стјуарт – Титаник           | Ким Бејсингер |
| 1998   | Џуди Денч – Заљубљени Шекспир      | Кети Бејтс – Основне боје Бренда Блетин – Глас Рејчел Грифитс – Хилари и Џеки Лин Редгрејв – Богови и чудовишта               | Џуди Денч     |
| 1999   | Анџелина Жоли – Неприлагођена      | Тони Колет – Шесто чуло Кетрин Кинер – Бити Џон Малкович Клои Севињи – Момци не плачу Саманта Мортон – Слатки и гадни         | Анџелина Жоли |

### 2000—2009.
| Година | Добитница Филм                    | Номиноване | Слика             |
| ------ | --------------------------------- | --- | ----------------- |
| 2000   | Марша Геј Харден – Полок          | Џуди Денч – Чоколада Кејт Хадсон – Корак до славе Франсес Макдорманд – Корак до славе Џули Волтерс – Били Елиот                 | Марша Геј Харден  |
| 2001   | Џенифер Конели – Блистави ум      | Хелен Мирен – Госфорд Парк Меги Смит – Госфорд Парк Мариса Томеј – У спаваћој соби Кејт Винслет – Ајрис                         | Џенифер Конели    |
| 2002   | Кетрин Зита-Џоунс – Чикаго        | Кети Бејтс – Све о Шмиту Џулијана Мур – Сати Квин Латифа – Чикаго Мерил Стрип – Адаптација                                      | Кетрин Зита-Џоунс |
| 2003   | Рене Зелвегер – Хладна планина    | Шоре Агдашлу – Кућа песка и магле Патриша Кларксон – Празници са Ејприл Марша Геј Харден – Мистична река Холи Хантер – Тринаест | Рене Зелвегер     |
| 2004   | Кејт Бланчет – Авијатичар         | Лора Лини – Кинси Вирџинија Мадсен – Странпутице Софи Оконедо – Хотел Руанда Натали Портман – Блискост                          | Кејт Бланчет      |
| 2005   | Рејчел Вајс – Брижни баштован     | Ејми Адамс – Придошлица Кетрин Кинер – Капоте Франсес Макдорманд – Северна земља Мишел Вилијамс – Планина Броукбек              | Рејчел Вајс       |
| 2006   | Џенифер Хадсон – Девојке из снова | Адријана Бараза – Вавилон Кејт Бланчет – Белешке о скандалу Абигејл Бреслин – Мала мис Саншајн Ринко Кикучи – Вавилон           | Џенифер Хадсон    |
| 2007   | Тилда Свинтон – Мајкл Клејтон     | Кејт Бланчет – Ја нисам овде Руби Ди – Амерички гангстер Сирша Ронан – Покајање Ејми Рајан – Нестала                            | Тилда Свинтон     |
| 2008   | Пенелопе Круз – Љубав у Барселони | Ејми Адамс – Сумња Вајола Дејвис – Сумња Тараџи П. Хенсон – Необични случај Бенџамина Батона Мариса Томеј – Рвач                | Пенелопе Круз     |
| 2009   | Моник – Драгоцена                 | Пенелопе Круз – Девет Вера Фармига – У ваздуху Меги Џиленхол – Лудо срце Ана Кендрик – У ваздуху                                | Моник             |

### 2010—2019.
| Година | Добитница Филм                                 | Номиноване | Слика            |
| ------ | ---------------------------------------------- | --- | ---------------- |
| 2010.  | Мелиса Лио – Борац                             | Ејми Адамс – Борац Хелена Бонам Картер – Краљев говор Хејли Стајнфелд – Човек звани храброст Џеки Вивер – Царство животиња | Мелиса Лио       |
| 2011.  | Октавија Спенсер – Служавке                    | Џесика Частејн – Служавке Мелиса Макарти – Деверуше Џенет Мактир – Алберт Нобс Беренис Бежо – Уметник                      | Октавија Спенсер |
| 2012.  | Ен Хатавеј – Јадници                           | Ејми Адамс – Мастер Сали Филд – Линколн Џеки Вивер – У добру и у злу Хелен Хант – Сеансе                                   | Ен Хатавеј       |
| 2013.  | Лупита Нјонго – Дванаест година ропства        | Џулија Робертс – Август у округу Осејџ Џенифер Лоренс – Америчка превара Сали Хокинс – Тужна Џасмин Џун Сквиб – Небраска   | Лупита Најонго   |
| 2014.  | Патриша Аркет – Одрастање                      | Кира Најтли – Игра кодова Лора Дерн – Дивљина Мерил Стрип – Зачарна шума Ема Стоун – Човек Птица                           | Патриша Аркет    |
| 2015.  | Алисија Викандер – Данкиња                     | Џенифер Џејсон Ли – Подлих осам Руни Мара – Керол Рејчел Макадамс – Под лупом Кејт Винслет – Стив Џобс                     | Алисија Викандер |
| 2016.  | Вајола Дејвис – Ограде                         | Наоми Харис – Месечина Никол Кидман – Лав Октавија Спенсер – Скривене бројке Мишел Вилијамс – Манчестер на Мору            | Вајола Дејвис    |
| 2017.  | Алисон Џени — Ја, Тоња                         | Мери Џеј Блајџ — Земљи обећани Лесли Манвил — Фантомска нит Лори Меткалф — Бубамара Октавија Спенсер — Облик воде          | Алисон Џени      |
| 2018.  | Реџина Кинг — Кад би Улица Бил могла да говори | Ејми Адамс — Човек из сенке Марина де Тавира — Рим Ема Стоун — Миљеница Рејчел Вајс — Миљеница                             | Алисон Џени      |
| 2019.  | Лора Дерн — Прича о браку                      | Кети Бејтс — Ричард Џуел Скарлет Џохансон — Зец Џоџо Флоренс Пју — Мале жене Марго Роби — Оне су бомбе                     | Алисон Џени      |

### 2020—2029.
| Година | Добитница Филм                            | Номиноване | Слика               |
| ------ | ----------------------------------------- | --- | ------------------- |
| 2020.  | Јун Ју-јунг – Минари                      | Марија Бакалова – Борат: Накнадни филм Глен Клоус – Горштачка елегија Оливија Колман – Отац Аманда Сајфред – Манк           | Јун Ју-јунг         |
| 2021.  | Аријана Дебоз – Прича са западне стране   | Џеси Бакли – Мрачна кћи Џуди Денч – Белфаст Кирстен Данст – Моћ пса Аунџану Елис – Краљ Ричард: Предност у игри             | Аријана Дебоз       |
| 2022.  | Џејми Ли Кертис – Све у исто време        | Анџела Басет – Црни Пантер: Ваканда заувек Хонг Чау – Кит Кери Кондон – Духови острва Стефани Шу – Све у исто време         | Џејми Ли Кертис     |
| 2023.  | Да’Вајн Џој Рандолф – Бартонова академија | Емили Блант – Опенхајмер Данијела Брукс – Боја пурпура Америка Ферера – Барби Џоди Фостер – Најад                           | Да’Вајн Џој Рандолф |
| 2024.  | Зои Салдана – Емилија Перез               | Моника Барбаро – Боб Дилан: Потпуни незнанац Аријана Гранде – Злица Фелисити Џоунс – Бруталиста Изабела Роселини – Конклава | Зои Салдана         |